# هيوغو رودريغويس ايم بيلوني
هيوغو رودريغويس ايم بيلوني (22 نوفمبر 1979 بلشبونة في البرتغال - ) هو لاعب كرة قدم برتغالي في مركز الدفاع. لعب مع يوفل تاون وC.D. Paços de Brandão ‏ وF.C. Pedras Rubras ‏ ونادي فييرينسي.

## وصلات خارجية
- هيوغو رودريغويس ايم بيلوني على موقع قاعدة بيانات كرة القدم.إي يو (الإنجليزية)
- هيوغو رودريغويس ايم بيلوني على موقع Soccerbase.com (لاعب) (الإنجليزية)